# Crush (álbum de Bon Jovi)
Crush é o sétimo álbum de estúdio da banda de hard rock americana Bon Jovi, lançado em 2000. Possui um dos maiores hits da banda, a música "It's My Life".

## Faixas
| N.º | Título                                                         | Duração |  |
| 1.  | "It's My Life" (Jon Bon Jovi; Max Martin; Richie Sambora)      | 3:44    |  |
| 2.  | "Say It Isn't So" (Billy Falcon; Jon Bon Jovi)                 | 3:28    |  |
| 3.  | "Thank You for Loving Me" (Jon Bon Jovi; Richie Sambora)       | 5:07    |  |
| 4.  | "Two Story Town"                                               | 5:10    |  |
| 5.  | "Next 100 Years"                                               | 6:19    |  |
| 6.  | "Just Older" (Billy Falcon; Jon Bon Jovi)                      | 4:28    |  |
| 7.  | "Mystery Train"                                                | 5:13    |  |
| 8.  | "Save the World"                                               | 5:31    |  |
| 9.  | "Captain Crash & the Beauty Queen From Mars"                   | 4:31    |  |
| 10. | "She's a Mystery" (Ian Matthews)                               | 5:18    |  |
| 11. | "I Got the Girl"                                               | 4:35    |  |
| 12. | "One Wild Night" (Desmond Child; Jon Bon Jovi; Richie Sambora) | 4:18    |  |
| 13. | "I Could Make a Living Out of Lovin' You" (Demo)               | 4:39    |  |
| 14. | "Neurotica [It's My Life]" (Reino Unido apenas)                | 3:43    |  |
| 15. | "Say It Isn't So [UK Mix]" (Reino Unido apenas)                | 3:36    |  |

### CD bônus edição especial
Disco 2 (Live from Osaka)
| N.º | Título                           | Duração |  |
| 1.  | "Runaway"                        |         |  |
| 2.  | "Mystery Train"                  |         |  |
| 3.  | "Rockin' In The Free World"      |         |  |
| 4.  | "Just Older"                     |         |  |
| 5.  | "It's My Life"                   |         |  |
| 6.  | "Someday I'll Be Saturday Night" |         |  |

## Formação
- Jon Bon Jovi - vocal principal, guitarra base
- Richie Sambora - guitarra solo, vocal de apoio
- Tico Torres - bateria
- David Bryan - teclado, vocal de apoio

### Músico adicional
- Hugh McDonald - baixo, vocal de apoio

## Paradas musicais
| Ano  | Posições | Posições | Posições | Posições | Posições | Posições | Posições | Posições | Posições | Posições | Posições | Posições | Posições | Posições |
| Ano  | US       | CAN      | UK       | GER      | SUI      | SWE      | NOR      | FIN      | AUT      | AUS      | NZ       | JPN      | EUR      | WW       |
| ---- | -------- | -------- | -------- | -------- | -------- | -------- | -------- | -------- | -------- | -------- | -------- | -------- | -------- | -------- |
| 2000 | 9        | 4        | 1        | 1        | 1        | 2        | 4        | 1        | 1        | 1        | 23       | 2        | 1        | 1        |

## Certificações
| Ano  | Certificações | Certificações | Certificações | Certificações | Certificações | Certificações | Certificações |
| Ano  | US            | CAN           | UK            | GER           | SUI           | AUS           | JPN           |
| ---- | ------------- | ------------- | ------------- | ------------- | ------------- | ------------- | ------------- |
| 2000 | 2x Platina    | 2x Platina    | Platina       | 2x Platina    | 3x Platina    | Platina       | 2x Platina    |

## Presença em Trilha Sonora

CD "Uga Uga Internacional", onde a canção foi incluída em 2000.

A canção "Thank You For Loving Me" foi incluída na trilha sonora internacional da telenovela "Uga Uga", exibida entre 2000 e 2001 pela Rede Globo. Ela foi tema do personagem "Amon Rá", interpretado por Marcelo Faria.